# Monica Barbaro
Pour les articles homonymes, voir Barbaro.
Monica Barbaro, née le 17 juin 1990, à San Francisco, Californie, est une actrice américaine.

## Biographie
Monica Barbaro est née le 17 juin 1990, à San Francisco, Californie. Ses parents sont Heidi (née Wanger) et Nicholas Barbaro. Elle a une sœur, Eva Barbaro Duchovny, et un frère, Michael Barbaro.
Diplômée en danse et théâtre de la Tisch School of the Arts à New York, elle se destinait à la danse classique, avant de se tourner vers le métier d'actrice.

## Carrière
Elle débute au cinéma en 2013 dans Bullish de Brian Follmer et Jasen Talise. Deux ans plus tard, elle fait ses débuts à la télévision dans Stitchers.
En 2016, elle décroche des rôles dans Hawaii 5-0, Notorious, Crazy Ex-Girlfriend et Cooper Barrett's Guide to Surviving Life, puis elle rejoint la seconde saison de la série UnREAL. L'année suivante, elle obtient un rôle dans Chicago Justice, mais la série est annulée après une saison.
En 2018, elle tourne dans les séries The Good Cop et Splitting Up Together, ainsi que le film The Head Thieves de Mike Hermosa.
En 2022, elle fait partie du casting des films Top Gun: Maverick de Joseph Kosinski et I'm Charlie Walker de Patrick Gilles avec Emma Caulfield et Mike Colter.
En 2024, elle tient l’un des principaux rôles du biopic de Bob Dylan, celui de Joan Baez, dans le film Un parfait inconnu.
Depuis février 2025, elle est en couple avec l'acteur Andrew Garfield.

## Filmographie

### Cinéma

#### Longs métrages
- 2013 : Bullish de Brian Follmer et Jasen Talise : Eva
- 2018 : The Head Thieves de Mike Hermosa : La femme sur la vidéo d'aérobic
- 2021 : The Cathedral de Ricky D'Ambrose : Lydia Damrosch
- 2022 : Top Gun: Maverick de Joseph Kosinski : Lieutenant Natasha « Phoenix » Trace
- 2022 : I'm Charlie Walker de Patrick Gilles : Peggy
- 2024 : Un parfait inconnu (A Complete Unknown) de James Mangold : Joan Baez
- 2025 : Crime 101 de Bart Layton
- 2026 : Artificial de Luca Guadagnino : Mira Murati

#### Courts métrages
- 2012 : Table for One de Jesse Coane : Stella
- 2012 : Touchdown de George Athanasiou : Une femme qui court
- 2013 : Tinker de Justin Plummer III et Martin Strauss : Alice
- 2013 : Single Night de Myles Chatman : Sarah
- 2014 : The Wright Murders de Veronica Duport Deliz : Stacey

### Télévision

#### Séries télévisées
- 2015 : Stitchers : Brenda 'Bentley' Miller
- 2016 : UnREAL : Yael
- 2016 : Hawaii 5-0 : Ella Koha
- 2016 : Notorious : Chloe Edwards
- 2016 : Crazy Ex-Girlfriend : Brandy
- 2016 : Cooper Barrett's Guide to Surviving Life : la fille séduisante
- 2016 - 2017 : Chicago P.D. : Anna Valdez
- 2017 : Chicago Justice : Anna Valdez
- 2017 : L'Arme fatale (Lethal Weapon) : Nora Cooper
- 2017 : Munkey in the City : Evet
- 2018 : The Good Cop : Cora Vasquez
- 2018 : Splitting Up Together : Lisa Apple
- 2019 : Stumptown : Liz Melero
- 2023 : Army of the Dead : Lost Vegas : Meagan
- 2023 : FUBAR : Emma Brunner

## Distinctions

### Nominations
- Oscars 2025 : Meilleure actrice dans un second rôle pour Un parfait inconnu